# Zwanzigeck
Ein Zwanzigeck oder Ikosagon (von altgriechisch εἰκοσάγωνος eikoságōnos, deutsch ‚zwanzigeckig‘) ist ein Polygon mit 20 Seiten und 20 Ecken. Oft ist damit ein ebenes, regelmäßiges Zwanzigeck gemeint, bei dem alle Seiten gleich lang sind und alle Eckpunkte auf einem gemeinsamen Umkreis liegen. Im Folgenden wird nur noch das regelmäßige Zwanzigeck und das regelmäßige überschlagene Zwanzigeck betrachtet.

## Winkel
Der Mittelpunktswinkel beträgt
{\displaystyle \alpha ={\frac {360^{\circ }}{20}}=18^{\circ }}

## Seiten
Die Seitenlänge im Vergleich zum Umkreisradius {\displaystyle r_{u}} beträgt:
{\displaystyle a=2\cdot r_{u}\cdot \sin {\frac {\alpha }{2}}}
{\displaystyle a=2\cdot r_{u}\cdot \sin 9^{\circ }}
mit
{\displaystyle \sin 9^{\circ }={\sqrt {\frac {1-{\frac {1}{4}}{\sqrt {10+2{\sqrt {5}}}}}{2}}}}

## Diagonalen
Das Zwanzigeck besitzt 170 Diagonalen:
- 20 Diagonalen über 2 (bzw. 18) Seiten
- 20 Diagonalen über 3 (bzw. 17) Seiten
- 20 Diagonalen über 4 (bzw. 16) Seiten
- 20 Diagonalen über 5 (bzw. 15) Seiten
- 20 Diagonalen über 6 (bzw. 14) Seiten
- 20 Diagonalen über 7 (bzw. 13) Seiten
- 20 Diagonalen über 8 (bzw. 12) Seiten
- 20 Diagonalen über 9 (bzw. 11) Seiten
- 10 Diagonalen über 10 Seiten

Die Längen im Verhältnis zum Umkreisradius betragen:
- Die Diagonale über zwei Seiten entspricht der Seite eines Zehnecks mit gleichem Umkreis:
  - {\displaystyle s=2\cdot r_{u}\cdot \sin {18^{\circ }}=2\cdot r_{u}\cdot {\frac {1}{4}}\left({\sqrt {5}}-1\right)\approx r_{u}\cdot 0{,}618033989}
- Die Diagonale über drei Seiten:
  - {\displaystyle s=2\cdot r_{u}\cdot \sin {27^{\circ }}\approx r_{u}\cdot 0{,}907980999}
- Die Diagonale über vier Seiten entspricht der Seite eines Fünfecks mit gleichem Umkreis:
  - {\displaystyle s=2\cdot r_{u}\cdot \sin {36^{\circ }}=r_{u}\cdot {\sqrt {\frac {5-{\sqrt {5}}}{2}}}\approx r_{u}\cdot 1{,}1755705}
- Die Diagonale über fünf Seiten entspricht der Seite eines Quadrats mit gleichem Umkreis:
  - {\displaystyle s=2\cdot r_{u}\cdot \sin {45^{\circ }}=r_{u}\cdot {\sqrt {2}}}
- Die Diagonale über sechs Seiten:
  - {\displaystyle s=2\cdot r_{u}\cdot \sin {54^{\circ }}=r_{u}\cdot {\frac {1}{2}}\left(1+{\sqrt {5}}\right)}
- Die Diagonale über sieben Seiten:
  - {\displaystyle s=2\cdot r_{u}\cdot \sin {63^{\circ }}\approx r_{u}\cdot 1{,}78201305}
- Die Diagonale über acht Seiten:
  - {\displaystyle s=2\cdot r_{u}\cdot \sin {72^{\circ }}=r_{u}\cdot {\frac {1}{2}}{\sqrt {10+2{\sqrt {5}}}}\approx r_{u}\cdot 1{,}90211303}
- Die Diagonale über neun Seiten:
  - {\displaystyle s=2\cdot r_{u}\cdot \sin {81^{\circ }}\approx r_{u}\cdot 1{,}97537668}
- Die Diagonale über zehn Seiten entspricht dem Durchmesser des Umkreises:
  - {\displaystyle s=2\cdot r_{u}}

## Fläche
Die Fläche eines regelmäßigen Zwanzigecks mit der Seitenlänge {\displaystyle a} und dem Umkreisradius {\displaystyle r_{u}} wird durch die folgenden Formeln berechnet.
{\displaystyle A=5a^{2}\left(1+{\sqrt {5}}+{\sqrt {5+2{\sqrt {5}}}}\right)\approx 31{,}5687a^{2}.}
{\displaystyle A={\frac {5}{2}}r_{u}^{2}\left({\sqrt {5}}-1\right).}

## Konstruktion
Das regelmäßige Zwanzigeck ist als Konstruktion mit Zirkel und Lineal darstellbar, die hauptsächlichen Konstruktionsmerkmale werden bereits im Fünfeck bzw. im Zehneck verwendet.

### Konstruktion bei gegebenem Umkreis
Die Konstruktion im Bild 1 ist nahezu gleich der des Zehnecks bei gegebenem Umkreis.
Es beginnt mit dem gegebenen Durchmessers {\displaystyle {\overline {AB}}} und dessen Halbierung im Mittelpunkt {\displaystyle M.} Nach dem Ziehen des Umkreises um {\displaystyle M} durch {\displaystyle A} wird senkrecht zum Durchmesser {\displaystyle {\overline {AB}}} die Mittelachse eingezeichnet; Schnittpunkte sind die beiden ersten Eckpunkte {\displaystyle E_{6}} und {\displaystyle E_{16}} des entstehenden Zwanzigecks. Es folgt die Halbierung der Strecke {\displaystyle {\overline {AM}}} in {\displaystyle F}, dabei ergeben sich die Schnittpunkte {\displaystyle C} und {\displaystyle D} auf dem Umkreis. Nun wird ein Kreisbogen um {\displaystyle F} mit dem Radius {\displaystyle |FE_{6}|} gezogen, bis er die Strecke {\displaystyle {\overline {AB}}} in {\displaystyle G} schneidet. Die Strecke {\displaystyle {\overline {AG}}} ist somit nach dem goldenen Schnitt mit äußerer Teilung geteilt. Noch einen kurzen Kreisbogen um {\displaystyle E_{6}} mit dem Radius {\displaystyle |E_{6}G|} der den Umkreis im Eckpunkt {\displaystyle E_{2}} schneidet, anschließend die Verbindung des Eckpunktes {\displaystyle E_{2}} mit dem Punkt {\displaystyle B}, jetzt auch zugleich {\displaystyle E_{1},} dann ist die erste Seitenlänge {\displaystyle a} des Zwanzigecks konstruiert. Abschließend die Seitenlänge {\displaystyle a} fünfzehn Mal gegen den Uhrzeigersinn auf den Umkreis abtragen und die benachbarten Eckpunkte miteinander verbinden, das regelmäßige Zwanzigeck ist somit konstruiert.

### Konstruktion bei gegebener Seitenlänge

Bild 3: Regelmäßiges Zwanzigeck bei gegebener Seitenlänge
[https://commons.wikimedia.org/wiki/File:01-Zwanzigeck-Seite-gegeben_Animation.gif Animation siehe

Die Konstruktion im Bild 3 ist nahezu gleich der des Zehnecks bei gegebener Seitenlänge. Die gepunkteten Linien sind für die Konstruktion nicht erforderlich, sie dienen lediglich zur Veranschaulichung der folgenden Beschreibung.
Zuerst werden die Enden der Seitenlänge {\displaystyle a} mit den ersten Eckpunkten {\displaystyle E_{1}} (rechts) und {\displaystyle E_{20}} bezeichnet. Es folgt je ein Kreisbogen mit dem Radius {\displaystyle a} um die Punkte {\displaystyle E_{1}} und {\displaystyle E_{20}}; deren Schnittpunkte sind {\displaystyle A} und {\displaystyle B.} Anschließend wird eine Halbgerade ab {\displaystyle B} durch {\displaystyle A} gezogen; sie halbiert die Seitenlänge {\displaystyle a} in {\displaystyle C.} Eine Senkrechte auf {\displaystyle {\overline {E_{1}E_{20}}}} ab {\displaystyle E_{1}} schließt sich an und erzeugt den Schnittpunkt {\displaystyle D.} Verlängert man nun die Strecke {\displaystyle {\overline {E_{20}E_{1}}}} über {\displaystyle E_{1}} hinaus um ca. den gleichen Längenbetrag und schlägt danach einen Kreisbogen um {\displaystyle C} mit dem Radius {\displaystyle |E_{20}D|}, wird der Schnittpunkt {\displaystyle F} auf der Verlängerung erzeugt. Die Strecke {\displaystyle {\overline {E_{20}F}}} ist somit nach dem goldenen Schnitt mit äußerer Teilung geteilt. Jetzt wird um {\displaystyle E_{20}} ein Kreisbogen mit dem Radius {\displaystyle {\overline {E_{20}F}}} geschlagen, der die senkrechte Halbgerade in {\displaystyle G} schneidet. In dem damit entstandenen gleichschenkligen Dreieck {\displaystyle E_{20}E_{1}G} entspricht der Winkel am Winkelscheitel {\displaystyle G} dem Zentriwinkel {\displaystyle \mu '} eines regelmäßigen Zehnecks,
denn bei einer Seitenlänge {\displaystyle a=1} gilt im rechtwinkligen Dreieck {\displaystyle E_{20}CG}
{\displaystyle {\begin{aligned}\sin {\frac {\mu '}{2}}&={\frac {\frac {a}{2}}{{\frac {1}{2}}+{\frac {\sqrt {5}}{2}}}}={\frac {a}{2\cdot \left({\frac {1}{2}}+{\frac {\sqrt {5}}{2}}\right)}}\end{aligned}}}
mit eingesetzten Werten
{\displaystyle {\begin{aligned}\sin {\frac {\mu '}{2}}&={\frac {\frac {1}{2}}{{\frac {1}{2}}+{\frac {\sqrt {5}}{2}}}}\\\end{aligned}}}
daraus folgt für Winkel {\displaystyle {\frac {\mu '}{2}}}
{\displaystyle {\begin{aligned}{\frac {\mu '}{2}}&=\arcsin \left({\frac {\frac {1}{2}}{{\frac {1}{2}}+{\frac {\sqrt {5}}{2}}}}\right)=18^{\circ }\end{aligned}}}
somit ist der Winkel {\displaystyle \mu '=36^{\circ }} und damit gleich dem Zentriwinkel des Zehnecks.
Es geht weiter mit dem Kreisbogen um den Punkt {\displaystyle G} mit dem Radius {\displaystyle {\overline {E_{20}G}}}, der die Halbgerade, die ab {\displaystyle B} durch {\displaystyle A} verläuft, in {\displaystyle O} und in {\displaystyle H} schneidet. Wegen {\displaystyle {\overline {E_{20}G}}={\overline {GO}}={\overline {GH}}} ist nach dem Zentriwinkelsatz der Winkel {\displaystyle \mu } am Winkelscheitel {\displaystyle O} halb so groß, als der Zentriwinkel {\displaystyle \mu '} des Zehnecks. Aufgrund dessen ist {\displaystyle O} der Mittelpunkt des gesuchten Zwanzigecks mit dessen Zentriwinkel {\displaystyle 18^{\circ }.} Jetzt nur noch den Umkreis um den Mittelpunkt {\displaystyle O} ziehen, die Seitenlänge {\displaystyle a} sechzehn Mal gegen den Uhrzeigersinn auf den Umkreis abtragen und die benachbarten Eckpunkte miteinander verbinden, danach ist das regelmäßige Zwanzigeck konstruiert.

## Regelmäßige überschlagene Zwanzigecke
Ein regelmäßiges überschlagenes Zwanzigeck ergibt sich, wenn beim Verbinden der zwanzig Eckpunkte jedes Mal mindestens einer übersprungen wird und die somit erzeugten Sehnen gleich lang sind. Notiert werden solche regelmäßigen Sterne mit Schläfli-Symbolen {\displaystyle \left\{n/k\right\}}, wobei {\displaystyle n} die Anzahl der Eckpunkte angibt und jeder {\displaystyle k}-te Punkt verbunden wird.
Es gibt nur drei regelmäßige Zwanzigstrahlsterne, auch Ikosagramme genannt.
Die „Sterne“ mit den Schläfli-Symbolen {20/2} und {20/18} sind regelmäßige Zehnecke, die mit den Schläfli-Symbolen {20/4} und {20/16} sind Fünfecke, die mit den Schläfli-Symbolen {20/5} und {20/15} sind Quadrate. Der Stern mit den Schläfli-Symbolen {20/6} und {20/14} ist ein Zehnstrahlstern, auch Dekagramm genannt.

Regelmäßige Zwanzigstrahlsterne

- {\displaystyle \left\{20/3\right\}{,}\ \left\{20/17\right\}}
- {\displaystyle \left\{20/7\right\}{,}\ \left\{20/13\right\}}
- {\displaystyle \left\{20/9\right\}{,}\ \left\{20/11\right\}}

## Vorkommen
- Gasometer Wuppertal-Heckinghausen